# Renault Type DG

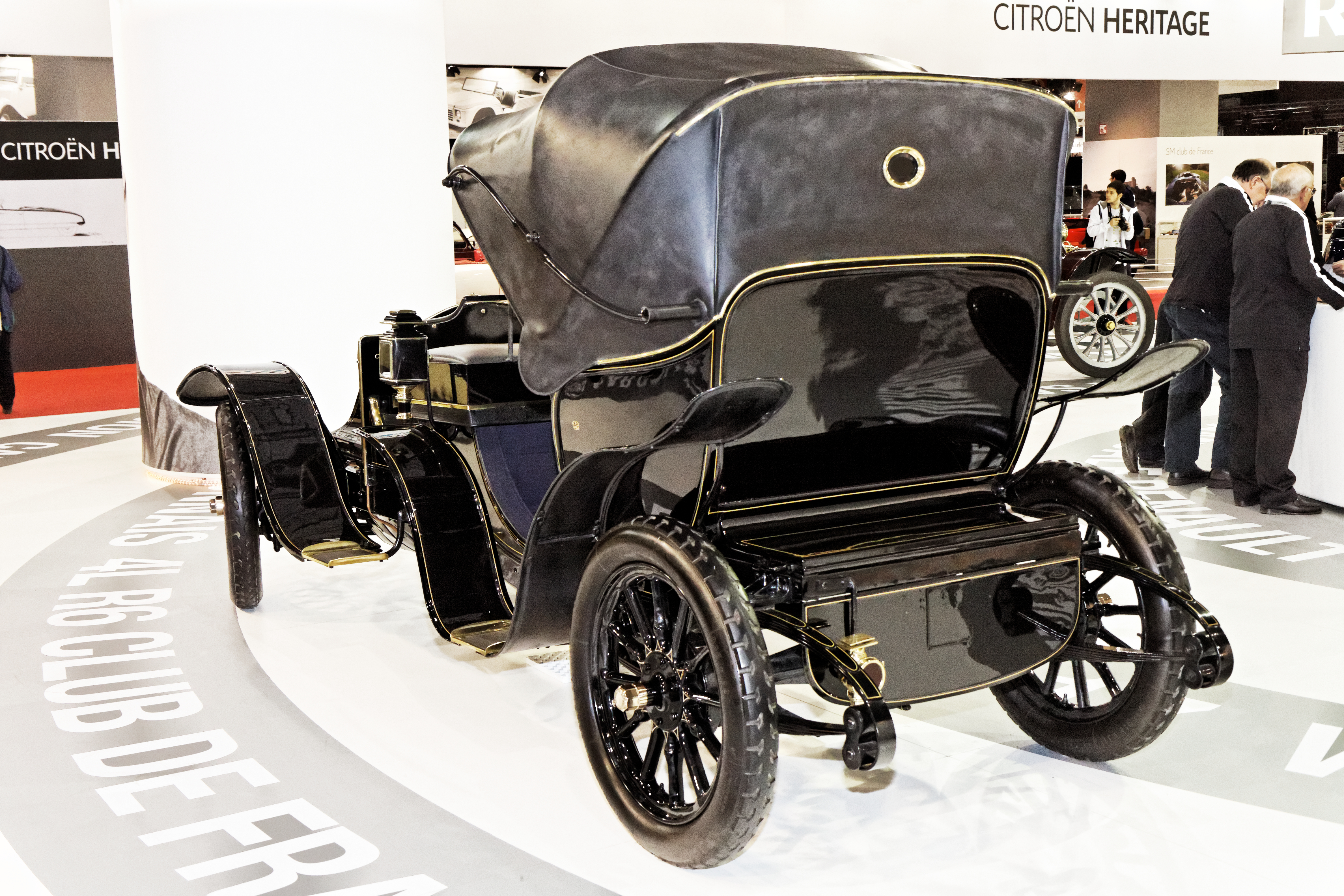
Heckansicht

Der Renault Type DG war ein frühes Personenkraftwagenmodell von Renault. Er wurde auch 12 CV genannt.

## Beschreibung
Die nationale Zulassungsbehörde erteilte am 16. Januar 1913 seine Zulassung. Vorgänger war der Renault Type CB. 1914 folgte der Nachfolger Renault Type EF.
Ein wassergekühlter Vierzylindermotor mit 80 mm Bohrung und 130 mm Hub leistete aus 2614 cm³ Hubraum 13 PS. Die Motorleistung wurde über eine Kardanwelle an die Hinterachse geleitet. Die Höchstgeschwindigkeit war je nach Übersetzung mit 38 km/h bis 64 km/h angegeben.
Bei einem Radstand von 306 cm und einer Spurweite von 134 cm war das Fahrzeug 431,5 cm lang und 161,5 cm breit. Ein besonders niedriges Fahrgestell mit 329,5 cm Radstand ermöglichte eine Fahrzeuglänge von 446 cm. Spurweite und Fahrzeugbreite blieben unverändert. Der Wendekreis war mit 11 Metern angegeben. Das Fahrgestell wog 800 kg. Zur Wahl standen Doppelphaeton, Torpedo, Limousine und Coupé. Das Fahrgestell kostete zwischen 8.500 und 10.500 Franc. 